# 米卡·薩洛
米卡·薩洛（芬蘭語：Mika Salo，1966年11月30日—），芬蘭職業賽車手，於1999至2002年間出賽一級方程式賽車，於1999年世界錦標賽排名第十，亦曾於2008及2009年勒芒24小時耐力賽GT2組奪冠。

## 職業生涯
薩洛於1989年加入艾倫達克車隊，在該季完成了個人首季的英國三級方程式錦標賽賽事。1990年，他繼續效力艾倫達克車隊，與同是芬蘭人的米高·夏健倫為競爭對手，最後敗於夏健倫的手上，屈居全年亞軍。同年，他在倫敦被判醉酒駕駛，白白浪費了獲取FIA超級駕駛執照及晉升一級方程式的機會。之後，他決定移居日本，重建受損了的聲譽。
經過數年的打拚之後，他在1994年度最終可以在鈴鹿賽道為蓮花車隊出賽，是他在一級方程式舞台的第一場正式賽事。往後數年，他曾經加入多個車隊，成績最好的可以算是1999年，由於米高·舒麥加在英國一站車禍受傷，他獲選加入法拉利車隊，接替升任一號車手的艾迪·厄文。薩洛當年在眾多車手中總成績排名第十。

## 爭議
- 薩洛在英國參賽三級方程式時曾被裁定醉酒駕駛[3]。
- 薩洛是電單車幫會地獄天使的支持者，據稱他有朋友是該幫會的成員，而他身上亦有「Big Red Machine 81 Support Finland」的紋身[4]。

## 私人生活
萨洛出生于万塔马丁谷区。他童年时居住过的房子跟另一位芬兰一级方程式赛车手米卡·哈基宁童年时居住过的房子隔街相望。
萨洛在跟日本人賀子（Noriko）交往八年后于1999年结婚。他们育有两个子女：儿子Max（出生于2001年）和女儿Mai（出生于2004年）。儿子Max也参加赛车比赛。2015年萨洛与妻子离婚。2019年时萨洛居住于爱沙尼亚塔林，并和亨娜·皮赫拉亚（Henna Pihlaja）交往。